# John French (Musiker)

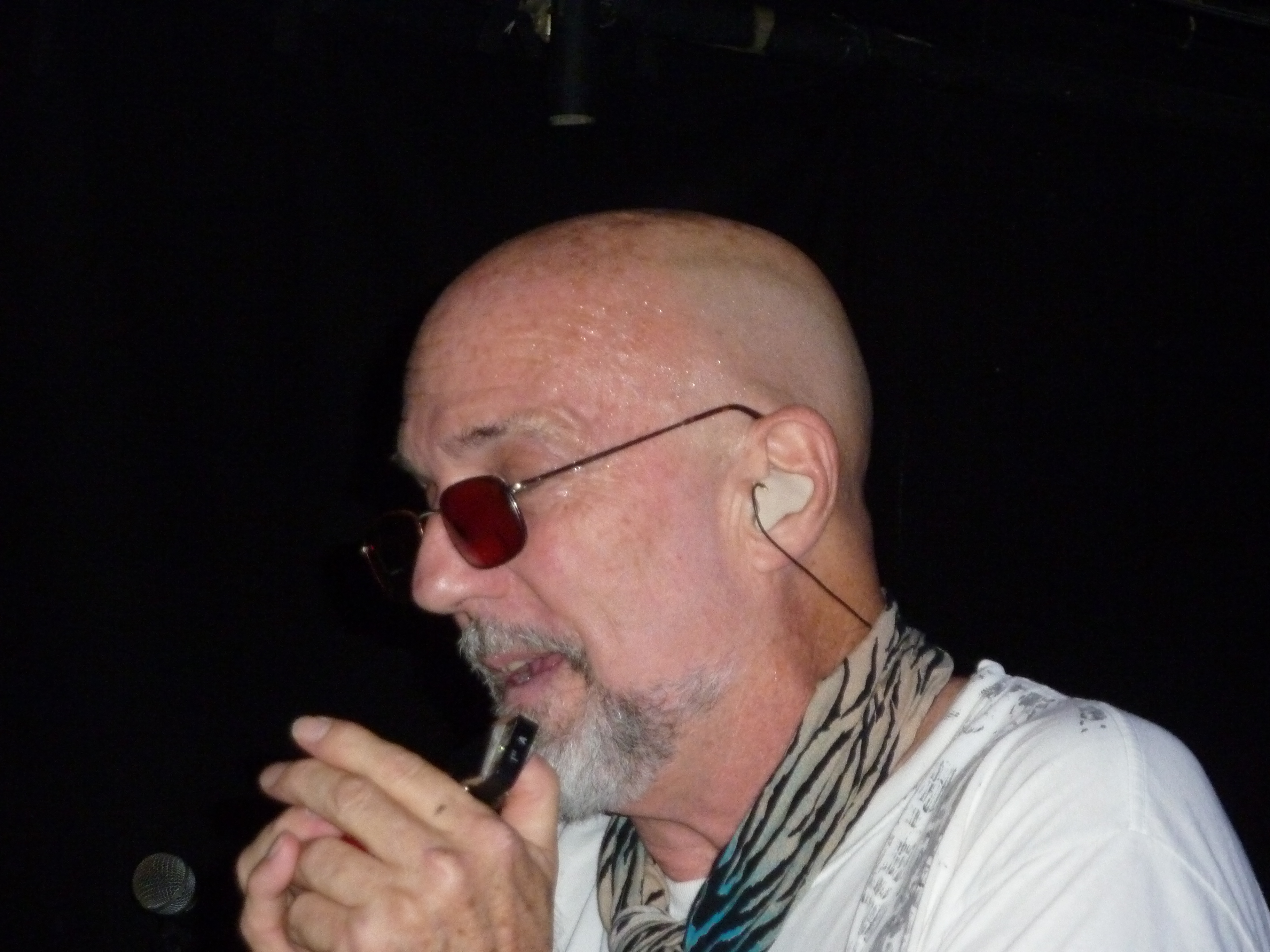
John French 2012 in Liverpool

John French (* 1949), auch bekannt als Drumbo, ist ein US-amerikanischer Schlagzeuger und Sänger, hauptsächlich bekannt durch seine Arbeit für Captain Beefheart’s Magic Band.

## Musikalische Karriere

### Frühe Jahre
John French lebte in Lancaster (Kalifornien), in derselben Gegend wie Frank Zappa, Don Van Vliet und andere Mitglieder der Magic Band und der Mothers of Invention. Als Teenager interessierte er sich sehr für die lokale Musikszene, zog mit Doug Moon umher und sah The Omens auf der Bühne.
Um 1964 spielte er bei Merrell & The Exiles, einer Band, in der Jeff Cotton (Antennae Jimmy Semens) Gitarrist war. French und Cotton trafen 1966 in der Band Blues in a Bottle auf Mark Boston (Rockette Morton). Später stieß Bill Harkleroad (Zoot Horn Rollo) zu der Band. Somit hatte der Kern der Band, die das Album Trout Mask Replica einspielte, zusammengefunden.

### Captain Beefheart and the Magic Band
John French stieß Ende 1966 zur Magic Band und ersetzte Paul Blakeley am Schlagzeug. Nachdem er auf dem Album Safe as Milk gespielt hatte, prägte sein markanter Schlagzeugstil den schweren psychedelischen Blues von Strictly Personal (1968) und Mirror Man (1968 produziert, aber erst 1971 veröffentlicht). Für Trout Mask Replica (1969) transkribierte er die musikalischen Ideen, die ihm Beefheart auf dem Piano vorspielte und notierte sie für die Band. Nach der Fertigstellung von Trout Mask Replica wurde John French von Beefheart gefeuert und durch Jeff Bruschell ersetzt. Bald holte ihn Beefheart jedoch zurück und er nahm mit ihm die Alben Lick My Decals Off, Baby und Spotlight Kid auf, auf dem er mit Art Tripp (Ed Marimba) Schlagzeug und Percussion spielte. Ende 1972 verließ er kurz vor der US-Tour erneut die Magic Band.
Beefheart konnte aus vertraglichen Gründen unter eigenem Namen nicht touren und aufnehmen, also tourte er mit Frank Zappa auf dessen Bongo Fury Tour. Danach heuerte Beefheart John French wieder als Schlagzeuger und Musical Director an. 1976 wurde die Originalversion von Bat Chain Puller aufgenommen, die aus rechtlichen Gründen in dieser Form erst 2012 veröffentlicht wurde. John French spielte hier auf einigen Songs auch Gitarre. Als sein Freund John Thomas (Keyboards) von Beefheart gefeuert wurde, ging auch John French. 1977 half er Beefheart erneut aus, war dann aber desillusioniert, mit ihm weiterzuarbeiten.
1980 war er auf der Suche nach Arbeit an den Aufnahmen von Doc at the Radar Station beteiligt. Hier spielte er Gitarre und Schlagzeug auf zwei Stücken. Als ihm Beefheart eine Liste mit vierzig Songs gab, die er innerhalb von drei Monaten lernen sollte, kündigte er endgültig und verließ die Band vor der anstehenden Tour.

### Weitere Projekte
John French machte zwei Soloalben: Waiting On The Flame (1994, mit u. a. Henry Kaiser, Bill Harkleroad und Scott Colby) und O Solo Drumbo (1998, auf John Zorns Label Avant Records). Außerdem war er Mitglied der Experimentalband French Frith Kaiser Thompson (mit Fred Frith, Bass, Henry Kaiser, Gitarre und Richard Thompson, Gitarre). Er spielte immer wieder mit Henry Kaiser. 2000 war er an der Produktion der Beefheart-Anthologie Grow Fins beteiligt. Außerdem gab er in der BBC-Dokumentation The Artist Formerly Known as Captain Beefheart Einblick in die Probleme bei der Zusammenarbeit mit Captain Beefheart.
2003 kam es zur Wiedervereinigung der Magic Band als einer Live-Band, mit Rockette Morton, Denny Walley und Gary Lucas. John French übernahm Gesang und Harmonika, das Schlagzeug überließ er Robert Williams. Sie veröffentlichten das Album Back to the Front (2004) und die Live-CD 21st Century Mirror Men (2005).
2008 veröffentlichte John French das Album City of Refuge unter dem Namen Drumbo. Unterstützt wurde er von den alten Magic-Band-Mitstreitern John Thomas, Rockette Morton, Zoot Horn Rollo und Greg Davidson (Ella Guru). Das Album erschien beim englischen Label Proper Records.
2010 veröffentlichte er mit Beefheart: Through The Eyes Of Magic seine Erinnerungen an die Zeit mit der Magic Band (Proper Music Publishing, London).
Der Rolling Stone listete French 2016 auf Rang 48 der 100 größten Schlagzeuger aller Zeiten.

## Diskografie

### Mit Captain Beefheart & His Magic Band
- 1967: Safe as Milk, Buddah Records
- 1968: Strictly Personal, EMI
- 1969: Trout Mask Replica, Straight Records
- 1970: Lick My Decals Off, Baby, Straight Records
- 1971: Mirror Man, Buddah Records
- 1972: The Spotlight Kid, Reprise Records
- 1976: Bat Chain Puller, Virgin Records
- 1980: Doc at the Radar Station, Virgin Records
- 2000: Grow Fins, Revenant Records
- 2012: Bat Chain Puller, Vaulternative Records

### Mit Henry Kaiser
- 1981: Aloha, Metalanguage Records
- 1991: Hope You Like Our New Direction, Reckless Records
- 1993: The Five Heavenly Truths, FOT Records
- 1999: Here's to you, Zoogz, private release CDr, 100 copies

### Mit French Frith Kaiser Thompson
- 1987: Live, Love, Larf & Loaf, Demon Records
- 1990: Invisible Means, Demon Records

### Solo
- 1994: Waiting On The Flame, Demon Records
- 1998: O Solo Drumbo, Avant Records
- 2008: City Of Refuge, Proper Records

### Mit Magic Band
- 2004: Back To The Front, ATP Records
- 2005: 21st Century Mirror Men, Proper Records
- 2011: Oxford,UK-June 6,2005, Sundazed Records

### Kollaborationen
- 1987: Crazy Backwards Alphabet, SST Records
- 1987: Scott Colby Slide of Hand, SST Records